# أليكس وولف
اليكس وولف (بالإنجليزية: Alex Wolff) هو مغن ومؤلف وموسيقي وطبال وكاتب أغاني وملحن وممثل أمريكي، ولد في 1 نوفمبر 1997 بمانهاتن في الولايات المتحدة.

## أعمال

### أفلام
- (2017) صديقي دامر
- (2018) وراثي
- (2019) جومانجي 3

### مسلسلات
- في المعالجة

## وصلات خارجية
- أليكس وولف على موقع IMDb (الإنجليزية)
- أليكس وولف على موقع ميتاكريتيك (الإنجليزية)
- أليكس وولف على موقع روتن توميتوز (الإنجليزية)
- أليكس وولف على موقع ميوزك برينز (الإنجليزية)
- أليكس وولف على موقع أول موفي (الإنجليزية)
- أليكس وولف على موقع إن إن دي بي (الإنجليزية)
- أليكس وولف على موقع ديسكوغز (الإنجليزية)
- أليكس وولف على موقع قاعدة بيانات الفيلم (الإنجليزية)